# Cisitu (Nyalindung)
Cisitu is een bestuurslaag in het regentschap Sukabumi van de provincie West-Java, Indonesië. Cisitu telt 4196 inwoners (volkstelling 2010).